# 제15회 영국 아카데미 영화상
제15회 영국 아카데미 영화상은 1961년의 최고의 영화를 기리기 위해 1962년에 열린 시상식이다.

## 수상

### 작품상
- BALLAD OF A SOLDIER 수상
- 허슬러 수상

### 알렉산더 코다 상
- 꿀맛 수상

### 칼 포먼 상
- 꿀맛 - 리타 터싱햄 수상

### 남우주연상(영국)
- 노 러브 포 자니 - 피터 핀치 수상

### 남우주연상(외국)
- 허슬러 - 폴 뉴먼 수상

### 여우주연상(영국)
- 꿀맛 - 도라 브라이언 수상

### 여우주연상(외국)
- 두 여인 - 소피아 로렌 수상

### 각본상(영국)
- THE DAY THE EARTH CAUGHT FIRE - Wolf Mankowitz 수상
- 꿀맛 - Shelagh Delaney 수상

### 단편애니메이션작품상
- 101마리의 달마시안 개 수상

### 단편영화작품상
- 기차역 수상

### UN상
- LET MY PEOPLE GO 수상